# چالی‌خماز
چالخاماز، روستایی از توابع بخش مرکزی شهرستان باروق در استان آذربایجان غربی ایران است.

## جمعیت
این روستا در دهستان باروق قرار دارد و براساس سرشماری مرکز آمار ایران در سال ۱۳۸۵، جمعیت آن ۱٬۵۰۱ نفر (۳۴۱خانوار) بوده‌است.